# Терешковка (Сумская область)
Терешковка (укр. Терешківка) — село, Терешковский сельский совет,
Сумский район, Сумская область, Украина.
Население по переписи 2001 года составляло 952 человека.
Является административным центром Терешковского сельского совета, в который, кроме того, входит село Буциково.

## Географическое положение
Село Терешковка находится у истоков реки Гуска,
ниже по течению на расстоянии в 3 км расположено село Степное.
По селу протекает пересыхающий ручей с запрудой.

## История
- Село Терешковка известно с 1698 года[2].
- Неподалёку от села Терешковка, возле дороги Сумы — Ромны, обнаружены курганы.
- В XIX веке село Терешковка было волостным центром Терешковской волости Сумского уезда Харьковской губернии. В селе была Екатерининская и Предтеченская церковь[3].

## Экономика
- Молочно-товарная и птице-товарная ферма.
- Райзагро, НПП, ЗАО.
- «Весна», агрофирма, ЧП.

## Объекты социальной сферы
- Дом культуры.